# Грабли (конфигурация клеточного автомата)
Грабли — разновидность паровоза — конфигурации, оставляющей за собой след из мусора. Грабли же оставляют мусор в виде потока из космических кораблей. 
 В игре «Жизнь» открытие граблей было одним из ключевых компонентов, необходимых для формирования размножителей, первой известной модели в жизни, в которой число живых клеток растёт квадратично. Размножитель формируется путем соединения нескольких граблей так, чтобы планеры — наименьшие возможные космические корабли — генерировали путём взаимодействия (это называется планерным синтезом) последовательность планерных ружей, продуцирующих планеры. Полученные планеры заполняют всё увеличивающийся с течением времени треугольник на игровом поле. В более общем смысле, когда существуют грабли для правила клеточного автомата (математическая функция, определяющая картину на следующем поколении, которая должна быть получена из данной конфигурации живых и мертвых клеток), часто можно построить паровозы, которые оставляют след из объектов многих других типов, путем столкновения потоков космических кораблей, испускаемых несколькими граблями, движущимися параллельно. Как пишет Дэвид Белл:

Они очень важны для игры «Жизнь», ибо их выхлоп можно использовать для создания других объектов; эти конфигурации могут проводить сигналы для эмуляции логических операций. Когда бы ни был найден новый паровоз, важная задача — «приручить» его, так, чтобы его «грязные» выхлопы стали «чистым» выхлопом, состоящим, например, из планеров.
Оригинальный текст (англ.)They are extremely important in Life because the output can be used to construct other objects and can pass signals around to perform logic operations. Whenever any new puffer engine is found an important goal is to "tame" it so that its useless "dirty" exhaust is converted into "clean" exhaust, particularly gliders.

«Космические грабли», движущиеся ортогонально на десять клеток в течение двадцати поколений, испуская один планер за цикл передвижения

Первыми граблями, которые были обнаружены в начале 1970-х годов, были «космические грабли», которые движутся со скоростью с / 2 (или преодолевают одну клетку за два поколения), испуская планер каждые двадцать поколений. Для Жизни теперь известны грабли, которые движутся ортогонально со скоростями с / 2, с / 3, с / 4, с / 5, 2 с / 5, 2 с / 7, с / 10 и 17 с / 45, и по диагонали со скоростями с / 4 и с / 12, со многими различными периодами. Грабли также известны некоторыми другими клеточными автоматами являющимися разновидностями «Жизни», включая Highlife, Day & Night, и Seeds .
Готтс (1980) показывает, что космические грабли в «Жизни» могут быть образованы «стандартной последовательностью столкновений», в которой один планер взаимодействует с широко разделенным набором начальных клеток из 3 клеток (мигалки и блоки). Как следствие, он находит нижние границы вероятности того, что эти конфигурации образуются в любой достаточно редкой и достаточно большой случайной начальной позиции игры «Жизнь». Этот результат приводит к стандартным последовательностям столкновений для многих других моделей, таких как размножители.